# Justice in eyre
Justices in eyre war ein Richteramt im englischen Recht. Er war der höchste Richter im mittelalterlichen Waldrecht. Er leitete das Court of Justice-seat, ein Gericht, welches alle drei Jahre tagte. Es war für die Bestrafung von Verstößen gegen das Waldgesetz und für die Überwachung der Wälder zuständig. Eyre leitet sich von altfranzösischen erre ab, welches sich vom lateinischen iter ableitet. Es bedeutet Reise und meint, dass der Gerichtssitz in Bewegung war.

## Geschichte
1236 wurde das gerichtliche Amt geteilt. Der River Trent bildete die Grenze zwischen den beiden Amtsbezirken. Sie wurden als citra und ultra Trent bezeichnet, also auf dieser Seite des Flusses Trent sowie auf der gegenüberliegenden Seite des Trent. Die Bezeichnung war relativ, da sie vom Sitz des königlichen Hofstaates abhängig war. Meist wurden sie daher mit den absoluten Angaben Nord und Süd bezeichnet. Die Inhaber wurden bis zur Regierungszeit von Heinrich VIII. als Justice of the Forest, Richter des Waldes, bezeichnet. Zwischen 1311 und 1397 wurden sie als Warden of the Forrest, Hüter des Waldes, bezeichnet. Ab der Regierungszeit von Heinrich VIII. wurde der Titel Justice in eyre verwendet. Im Treason Act von 1351 wurde das Amt bereits als Justices in eyre bezeichnet.
Mit dem Verfall der Forstrechte und dem Erlöschen des Court of justice-seat wurde das Amt zu einer Sinekure. Ein Gesetz von 1817 hob die beiden Ämter nach dem Tod der damaligen Inhaber auf.

## Amtsinhaber

### Frühe Richter
Bis 1236 gab es nur einen Amtsinhaber. Danach war das Amt am River Trent geteilt.
- John Marshall (ernannt am 8. November 1217), Justice of the Forest of all England
- Brian de l’Isle (ernannt am 6. März 1220), Justice of the Forest of all England
- Hugh de Neville (ernannt am 29. April 1224), Justice of the Forest of all England
- Brian de l’Isle (ernannt am 8. Oktober 1229), Justice of the Forest in den Grafschaften Northumberland, Cumberland, York, Lancaster, Derby, Lincoln, Rutland, Northampton, Buckingham, Essex, Cambridge, Huntingdon und Oxford mit Ausnahme der Vogtei von Thomas of Langley.
- John of Monmouth (ernannt am 8. Oktober 1229), Justice of the Forest in den Grafschaften Stafford, Salop, Worcester, Warwick, Gloucester, Hereford, Devon, Somerset, Dorset, Southampton, Wiltshire, Berkshire, Surrey und der Vogtei von Thomas of Langley
- Peter d’Airvault (ernannt am 7. Juli 1232), Justice of the Forest of all England

### North of the Trent
- John fitz Geoffrey (ernannt am 21. Oktober 1241)

- Thomas Darcy, 1. Baron Darcy de Darcy, 18. Juni 1509–Juni 1537 (hingerichtet 1537)
- Thomas Cromwell, 1. Baron Cromwell, 30. Dezember 1537–Juni 1540 (wurde am 17. April 1540 zum Earl of Essex erhoben)(hingerichtet 1540)
- Thomas Manners, 1. Earl of Rutland, 9. August 1540–20. September 1543
- Sir Anthony Browne, 16. Februar 1546–6. Mai 1548
- Francis Talbot, 5. Earl of Shrewsbury, 24. Mai 1548–28. September 1560
- George Talbot, 6. Earl of Shrewsbury, 28. September 1560–18. November 1590
- Gilbert Talbot, 7. Earl of Shrewsbury, 16. Dezember 1603–8. Mai 1616
- Sir George Villiers, 25. Juli 1616–8. November 1619 (wurde am 27. August 1616 zum Viscount Villers erhoben, am 5. Januar 1617 zum Earl of Buckingham und am 1. Januar 1618 zum Marquess of Buckingham)
- Francis Manners, 6. Earl of Rutland, 19. November 1619–17. Dezember 1632
- Thomas Howard, 21. Earl of Arundel, 25. Februar 1634–4. Oktober 1646
- John Manners, 8. Earl of Rutland 1646–1661
- William Cavendish, 1. Marquess of Newcastle, 16. Juli 1661–25. Dezember 1676 (wurde am 16. März 1665 zum Duke of Newcastle erhoben)
- Henry Cavendish, 2. Duke of Newcastle, 28. März 1677 –vor dem 26. April 1689
- William Pierrepont, 4. Earl of Kingston-upon-Hull, 26. April 1689–17. September 1690
- William Cavendish, 4. Earl of Devonshire, November 1690–18. August 1707 (wurde am 12. Mai 1694 zum Duke of Devonshire erhoben)
- William Cavendish, 2. Duke of Devonshire, 13. November 1707–19. Mai 1711
- John Holles, 1. Duke of Newcastle, 18. Mai 1711–15. Juli 1711
- Thomas Osborne, 1. Duke of Leeds, 17. Oktober 1711–26. Juli 1712
- Evelyn Pierrepont, 1. Marquess of Dorchester, 7. Dezember 1714–11. März 1717 (wurde am 10. August 1715 zum Duke of Kingston-upon-Hull erhoben)
- Thomas Fane, 6. Earl of Westmorland, 11. März 1717–11. Mai 1719
- Bennet Sherard, 1. Earl of Harborough, 11. Mai 1719–16. Oktober 1732
- John Wallop, 1. Viscount Lymington, 11. Januar 1733–30. Juli 1734
- Peregrine Bertie, 2. Duke of Ancaster and Kesteven, 30. Juli 1734–1. Januar 1742
- George Brudenell, 4. Earl of Cardigan, 19. Februar 1742–21. Februar 1752
- Edward Seymour, 8. Duke of Somerset, 21. Februar 1752–12. Dezember 1757
- Richard Edgecumbe, 1. Baron Edgecumbe, 3. Februar 1758–22. November 1758
- Samuel Sandys, 1. Baron Sandys, 10. Februar 1759–22. April 1761
- Thomas Osborne, 4. Duke of Leeds, 22. April 1761–15. März 1774
- Thomas Pelham, 2. Baron Pelham of Stanmer, 15. März 1774–27. November 1775
- Thomas Lyttelton, 2. Baron Lyttelton, 27. November 1775–27. November 1779
- Charles Wolfran Cornwall, 22. September 1780–2. Januar 1789
- George Evelyn Boscawen, 3. Viscount Falmouth, 2. September 1789–30. Oktober 1790
- The Hon. John Charles Villiers, 30. Oktober 1790–22. Dezember 1838 (folgte am 7. März 1824 als 3. Earl of Clarendon nach)

### South of the Trent
- Richard de Montfiquet (ernannt am 11. November 1236)
- John Biset (22. Mai 1238–1241)
- John fitzGeoffrey (ernannt 1241)
- Reynold de Mohun (ernannt am 1. April 1242)
- Gilbert de Segrave (ernannt am 6. Mai 1242)
- Robert Passelewe (ernannt nach dem 28. April 1245)
- Henrici de Bracton (ernannt nach dem 1245)
- Geoffrey of Langley (ernannt am 4. März 1249)
- Reynold de Mohun (ernannt am 25. Oktober 1252)
- Arnold de Bois (ernannt am 16. Februar 1252)
- Robert Walerand (ernannt am 1. September 1256)
- Thomas Gresley (ernannt am 11. September 1259)
- Alan la Zouche (ernannt am 12. Juni 1261)
- Matthew de Colombières (ernannt am 21. April 1265)
- Roger of Clifford (ernannt am 8. August 1265)
- Roger of Clifford, the younger (ernannt am 1. August 1270)
- Luke de Thaney (ernannt am 10. Juni 1281)
- Roger le Strange, 1. Baron Strange (ernannt am 21. Oktober 1283)
- Hugh le Despenser, 1. Baron le Despencer (ernannt am 12. Februar 1296)
- Pain Tiptoft, 1. Baron Tibetot (ernannt am 18. August 1307)
- Hugh le Despenser, 1. Baron le Despencer (ernannt am 16. März 1307)
- Robert fitz Pain (ernannt am 2. Dezember 1311)
- Hugh le Despenser, 1. Baron le Despencer (ernannt am 14. Juni 1312)
- Ralph de Monthermer, 1. Baron Monthermer (ernannt am 19. Februar 1314)
- Aymer de Valence, 2. Earl of Pembroke (ernannt am 18. Mai 1320)
- wHugh le Despenser, 1. Earl of Winchester (27. Juni 1324–27. Oktober 1326)
- Thomas Wake, 2. Baron Wake of Liddell (ernannt am 30. November 1326)
- William la Zouche, 1. Baron Zouche of Mortimer (ernannt am 9. Mai 1328)
- John Maltravers (ernannt am 5. April 1329)
- Robert of Ufford (ernannt am 16. Dezember 1330)
- Bartholomew de Burghersh, 1. Baron Burghersh (ernannt am 13. Oktober 1335)
- William de Clinton, 1. Earl of Huntingdon (ernannt am 4. Dezember 1343)
- Thomas de Berkeley, 3. Baron Berkeley (ernannt am 25. August 1345)
- Thomas de Braose (ernannt am 28. Januar 1347)
- William of Wykeham (ernannt am 10. Juli 1361)
- Peter Atte Wood (ernannt am 10. Juli 1361)
- John de la Lee (ernannt am 10. Oktober 1367)
- John of Foxley (ernannt am 26. April 1368)
- Thomas Holland, 2. Earl of Kent (21. Juli 1377–1397)
- Edward, Earl of Rutland (26. April 1397–25. Oktober 1415)
- Humphrey, Duke of Gloucester (27. Januar 1415–23. Februar 1447)
- Richard Plantagenet, 3. Duke of York (ernannt am 23. Februar 1447)
- Edmund Beaufort, 2. Duke of Somerset (ernannt am 2. Juli 1453)
- William Fitzalan, 16. Earl of Arundel (ernannt am 19. Dezember 1459)
- John Mowbray, 3. Duke of Norfolk (11. Juli 1461–6. November 1461)
- Henry Bourchier, 1. Earl of Essex (1461?–4. April 1483)
- William Fitzalan, 16. Earl of Arundel (ernannt am 1. Juli 1483)
- John Radcliffe, 9. Baron FitzWalter (ernannt am 14. Januar 1485)
- Sir Reynold Bray (ernannt am 14. Januar 1485)
- Giles Daubeney, 8. Baron Daubeney (ernannt am 24. November 1493) (gemeinsam mit Bray)
- Sir Thomas Brandon, 2. Juni 1509–27. Januar 1510
- Sir Thomas Lovell, 6. Februar 1510–25. Mai 1524 (gemeinsam mit Dorset)
- Thomas Grey, 2. Marquess of Dorset, 17. Juni 1523–10. Oktober 1530
- Charles Brandon, 1. Duke of Suffolk, 22. November 1534–22. August 1545
- William Paulet, 1. Baron St John, 17. Dezember 1545–vor dem 2. Februar 1550 (wurde am 19. Januar 1550 zum Earl of Wiltshire erhoben)
- Henry Grey, 3. Marquess of Dorset, 2. Februar 1550–12. November 1553 (wurde am 11. Oktober 1551 zum Duke of Suffolk erhoben)
- Henry Radcliffe, 2. Earl of Sussex, 19. November 1553–17. Februar 1557
- Thomas Radcliffe, 3. Earl of Sussex, 1557/8–9. Juni 1583
- Francis Russell, 2. Earl of Bedford, 26. Februar 1584–28. Juli 1585
- Robert Dudley, 1. Earl of Leicester, 25. November 1585–4. September 1588
- Henry Carey, 1. Baron Hunsdon, 17. Januar 1589–23. Juli 1596
- Charles Howard, 2. Baron Howard of Effingham, 15. Juni 1597–14. Dezember 1624 (wurde am 22. Oktober 1597 zum Earl of Nottingham erhoben)
- George Villiers, 1. Duke of Buckingham, 22. Januar 1625–23. August 1628
- William Herbert, 3. Earl of Pembroke, 9. September 1629–10. April 1630
- Henry Rich, 1. Earl of Holland, 25. Mai 1631–9. März 1649
- Aubrey de Vere, 20. Earl of Oxford, 27. Juni 1660–vor dem 14. Januar 1673
- James Scott, 1. Duke of Monmouth, 14. Januar 1673–27. Dezember 1679
- Philip Stanhope, 2. Earl of Chesterfield, 27. Dezember 1679–vor dem 16. Januar 1686
- Theophilus Hastings, 7. Earl of Huntingdon, 16. Januar 1686–vor dem 24. April 1689
- John Lovelace, 3. Baron Lovelace, 24. April 1689–27. September 1693
- James Bertie, 1. Earl of Abingdon, 29. November 1693–vor dem 15. Mai 1697
- Thomas Wharton, 5. Baron Wharton, 15. Mai 1697–11. Juli 1702
- vacant
- Thomas Wharton, 5. Baron Wharton, 9. September 1706–12. Januar 1711 (wurde am 23. Dezember 1706 zum Earl of Wharton erhoben)
- Montagu Venables-Bertie, 2. Earl of Abingdon, 12. Januar 1711–3. Mai 1715
- Charles Bennet, 1. Earl of Tankerville, 6. Dezember 1715–21. Mai 1722
- Charles Cornwallis, 5. Baron Cornwallis, 5. Juli 1722–31. Mai 1740
- William Villiers, 3. Earl of Jersey, 31. Mai 1740–26. Juli 1746
- George Montague-Dunk, 2. Earl of Halifax, 26. Juli 1746–12. November 1748
- Thomas Osborne, 4. Duke of Leeds, 12. November 1748–13. Januar 1756
- Samuel Sandys, 1. Baron Sandys, 13. Januar 1756–15. Dezember 1756
- John Campbell, 3. Earl of Breadalbane, 15. Dezember 1756–4. November 1765
- John Monson, 2. Baron Monson, 4. November 1765–12. Januar 1767
- Charles Cornwallis, 2. Earl Cornwallis, 12. Januar 1767–21. März 1769
- Sir Fletcher Norton, 21. März 1769–1. Januar 1789 (wurde am 9. April 1782 zum Baron Grantley erhoben)
- Thomas Townshend, 1. Viscount Sydney, 19. Juni 1789–30. Juni 1800
- Thomas Grenville, 13. August 1800–17. Dezember 1846[3][4]